# コンフィンドゥストリア
コンフィンドゥストリア (Confindustria) として知られる、Confederazione Generale dell'Industria Italiana （イタリア産業総連盟。イタリア経団連、イタリア工業連盟などとも訳される）は、イタリアの企業を代表する組織である。
1910年に設立され、現在では約126,000社の法人、約4,770,000人の個人が加盟している。加盟者を援助しつつイタリアの経済成長を助ける事を目的としている。国際経営者団体連盟 (IOE)に加盟。
コンフィンドゥストリアは、ISTUD (Istituto Studi Direzionali) とAssingegneria という異なる組織の設立に貢献した。

## コンフィンドゥストリア代表
- 1910年 - 1913年 ルイージ・ボンネフォン
- 1913年 - 1918年 フェルディナンド・ボッカ
- 1918年 - 1919年 ダンテ・フェッラーリス
- 1919年              ジョヴァンニ・バッティスタ・ピレッリ
- 1919年 - 1920年 ジョヴァンニ・シルヴェストリ
- 1920年 - 1921年 エットーレ・コンティ
- 1922年 - 1923年 ライモンド・タルジェッティ
- 1923年 - 1934年 アントーニオ・ステーファノ・ベンニ
- 1934年              アルベルト・ピレッリ
- 1934年 - 1943年 ジュゼッペ・ヴォルピ・ディ・ミズラータ
- 1943年              ジョヴァンニ・バレッラ
- 1943年              ジュゼッペ・マッツィーニ
- 1944年 - 1945年 ファビオ・フリッジェリ
- 1945年 - 1955年 アンジェロ・コスタ
- 1955年 - 1961年 アリギエーロ・デ・ミケーリ
- 1961年 - 1966年 フリオ・チコーニャ
- 1966年 - 1970年 アンジェロ・コスタ
- 1970年 - 1974年 レナート・ロンバルディ
- 1974年 - 1976年 ジョヴァンニ・アニェッリ
- 1976年 - 1980年 ジュリオ・カルリ
- 1980年 - 1984年 ヴィットーリオ・メルローニ
- 1984年 - 1988年 ルイージ・ルッキーニ
- 1988年 - 1992年 セルジョ・ピニンファリーナ
- 1992年 - 1996年 ルイージ・アベーテ
- 1996年 - 2000年 ジョルジョ・フォッサ
- 2000年 - 2004年 アントーニオ・ダマート
- 2004年 - 2008年 ルーカ・コルデーロ・ディ・モンテゼーモロ
- 2008年 - 2012年 エンマ・マルチェガーリア
- 2012年 -            ジョルジョ・スクインジ